# 艾德·伍德
愛德華·大衛·「艾德」·伍德（英語：Edward Davis "Ed" Wood, Jr.，1924年10月10日—1978年12月10日）美國好萊塢影片導演、製片、演員、獨立電影公司經營者。他於1950年代－1960年代，以市場口味大量拍攝低預算的科幻恐怖片，其中結合飛碟、吸血鬼、外星人劇情而成的1959年自編自導自演低成本作品《外太空九號計劃》，被多位影評人號稱是影史最爛的科幻片。
艾德所製造的電影在他有生之年一直未受到關注，晚年更因投資失敗、酗酒等原因生活困窘，最後於1978年在观看球赛时因心臟病過世。
但他對於電影工作的熱情，以及特殊的邪典電影風格，在他死後漸漸開始受到部分後代影評人與影迷的推崇。其中最著名的粉絲為電影導演提姆·波頓；波頓不只在1994年導演一部與艾德同名的另類黑白傳記電影《艾活傳》來紀念自己的崇拜偶像，1996年更耗資1億美金重拍艾德B級科幻片，並將片名稱為《星戰毀滅者》。
生活中，艾德·伍德有异装癖的爱好，並將此經歷拍成自傳電影《忽男忽女》。

## 扩展阅读
- Conway, Rob. . McFarland. 2009. ISBN 978-0-7864-3955-3.
- Ed Wood's Bride of the Monster by Gary D. Rhodes and Tom Weaver (2015) BearManor Media, ISBN 1593938578
- Bela Lugosi: Dreams and Nightmares by Gary D. Rhodes, with Richard Sheffield, (2007) Collectables/Alpha Video Publishers, ISBN 0-9773798-1-7 (hardcover)
- Lugosi: His Life on Film, Stage, and in the Hearts of Horror Lovers by Gary D. Rhodes (2006) McFarland & Company, ISBN 978-0786427659